# Mireya Martínez de Atanasiú
Mireya Nimar Martínez Degiorgis (Montevideo, Uruguay, 1 de octubre de 1922 - Montevideo, Uruguay, 28 de mayo de 1999), más conocida como Mireya Martínez de Atanasiú, fue una magistrada uruguaya, quien se desempeñó como miembro del Tribunal de lo Contencioso Administrativo entre 1991 y 1992.

## Trayectoria
Nació en Montevideo el 1 de octubre de 1922,hija de César Martínez y de Rosa Degiorgis. 
Cursó estudios en la Facultad de Derecho de la Universidad de la República, donde se graduó como abogada en 1949.
A partir de 1950 se desempeñó como secretaria y desde 1952 como actuaria del Juzgado Letrado de Menores de Primer Turno.
En junio de 1957 inició su carrera judicial al ser nombrada Jueza de Paz de la primera sección de Maldonado con sede en la ciudad de Maldonado. En diciembre de 1959 pasó a cumplir funciones en Montevideo como Jueza de Paz de la 14° sección judicial de la capital.
Contrajo matrimonio en 1960 con Romeo Atanasiú,con quien tuvo dos hijos, Romeo César y Rosemarie Atanasiú, ambos de profesión contadores.
En octubre de 1962 fue trasladada al Juzgado de Paz de la primera sección de la misma ciudad,donde permaneció por más de doce años. En marzo de 1975 ascendió al cargo de Jueza Letrada del Trabajo de Tercer Turno.
En septiembre de 1981 recibió un nuevo ascenso al ser designada como integrante del Tribunal de Apelaciones en lo Civil de Tercer Turno. En octubre de 1982 fue trasladada al Tribunal de Apelaciones del Trabajo (entonces único existente en dicha materia),que en 1989 pasaría a denominarse Tribunal de Apelaciones del Trabajo de Primer Turno al crearse el de Segundo Turno.
En 1985, una vez finalizada la dictadura cívico militar y restablecida la democracia, fue ratificada en su cargo por la Suprema Corte de Justicia junto a los restantes miembros de los Tribunales de Apelaciones.

### Tribunal de lo Contencioso Administrativo
El 20 de marzo de 1991 la Asamblea General la eligió, por 91 votos favorables, como ministra del Tribunal de lo Contencioso Administrativo, para cubrir la vacante generada pocos días antes por el fallecimiento de José Julio Folle. Prestó juramento al día siguiente. Con 68 años, al momento de su designación era la magistrada de mayor edad al ingresar al TCA en toda su historia, superando el récord anterior de José Roberto Figueroa Martínez.
Integró dicho Tribunal durante un año y medio, cesando en su cargo en octubre de 1992 al cumplir los 70 años, edad establecida como límite para integrar el Tribunal de lo Contencioso Administrativo según el artículo 308 de la Constitución, que se remite en cuanto a las condiciones para ocupar dicho cargo a las previstas para los miembros de la Suprema Corte de Justicia. La vacante generada por su retiro fue cubierta en diciembre de 1992 por la Asamblea General con la elección de María Inés Varela de Motta.
Su hijo Romeo ocupó el cargo de Tesorero General de la Nación desde 2020 hasta su trágico fallecimiento en agosto de 2021 como consecuencia de un incendio.
Mireya Martínez Degiorgis, ya viuda, falleció en Montevideo el 28 de mayo de 1999, a los 76 años de edad.